# Bayet Peak
Bayet Peak är en bergstopp i Antarktis. Den ligger i Västantarktis. Argentina, Chile och Storbritannien gör anspråk på området. Toppen på Bayet Peak är 1 400 meter över havet, eller 1 149 meter över den omgivande terrängen. Bredden vid basen är 5,7 km.
Terrängen runt Bayet Peak är varierad. Havet är nära Bayet Peak åt sydväst. Trakten är glest befolkad. Närmaste befolkade plats är Almirante Brown Antarctic Base, 19,0 kilometer norr om Bayet Peak. 